# Патитц, Татьяна
Татья́на Па́титц (нем. Tatjana Patitz; 25 марта 1966, Гамбург, ФРГ — 11 января 2023, Санта-Барбара, Калифорния, США) — немецкая фотомодель и актриса

. Входила в «большую пятёрку» супермоделей, наряду с Кристи Тарлингтон, Линдой Евангелистой, Синди Кроуфорд и Наоми Кэмпбелл, оказавших большое влияние на модельную индустрию в конце 1980-х — начале 1990-х годов, включая появление на обложках знаковых журналов и в музыкальных клипах того времени.

## Ранние годы
Татьяна Патитц родилась 25 марта 1966 года в Гамбурге (Западная Германия), а выросла в Сканёре (Швеция). Её отец, журналист-путешественник, был немцем. Семья ездила вместе с ним по разным странам. Мать Патитц, эстонка, была танцовщицей, выступавшей во всемирно известном кабаре Le Lido в Париже. Младшая сестра Татьяны — Софи Патитц (род. 1973), фотомодель.

## Карьера
В 1983 году Патитц начала модельную карьеру, работая в Париже. В 1985 году она украсила обложку британского «Vogue». В 2000-е годы на неё по-прежнему был спрос в модельном бизнесе, и она сотрудничала с Жаном-Полем Готье и брендом «Chanel».
В 1990-х годах Патитц сыграла в нескольких фильмах и телесериалах. Она снялась в видеоклипах Джорджа Майкла, Duran Duran и Korn.

## Личная жизнь
С 2003 по 2009 Патитц была замужем за бизнесменом Джейсоном Джонсоном. В этом браке у неё родился единственный сын — Джона Джонсон (род. в ноябре 2004 года).
Патитц была вегетарианкой.

## Смерть
11 января 2023 года Патитц умерла от метастатического рака молочной железы в Санта-Барбаре (штат Калифорния, США) в возрасте 56-ти лет.

## Фильмография
| Год  |   | Русское название     | Оригинальное название | Роль             |
| ---- | - | -------------------- | --------------------- | ---------------- |
| 1993 | ф | Восходящее солнце    | Rising Sun            | Шерил Линн Остин |
| 1996 | с | Одинокий парень      | The Single Guy        | фея в поезде     |
| 1999 | ф | Запретительный ордер | Restraining Order     | Лейт Вудфилд     |

### на английском языке
- Morris, Sandra (1996). CATWALK: Inside the World of the Supermodels. New York: Universe Publishing – A Division of Rizzoli International Publishing, 95 pages.  ISBN 978-0-7893-0056-0